# ルイス・マンテ
ルイス・マンテ（Luis Mante、1992年2月14日 - ）は、メキシコの男性プロレスラー。旧称はディアマンテ（Diamante）。コアウイラ州モンクローバ出身。血液型B型。父はレスラーのシニコ・メサ。

## 来歴
2005年4月17日、アエロ・ボーイとして、対ルメス1号&2号&3号（パートナーはアエロ・キッド、アエロ・スター）でデビュー。短期間のAAAを経て2009年8月からCMLLとサインし「ディアマンテ」（Diamante）のマスクマンになる。2011年にはメキシコナショナル・トリオ王座奪取。
2012年、2013年には新日本プロレス「NJPW PRESENTS CMLL FANTASTICA MANIA 2013」に来日。
2023年7月2日、ユニットZ-Bratsとして参戦していたDRAGON GATEのKOBEプロレスフェスティバルにて行われたマスカラ・コントラ・マスカラ金網5WAYマッチ（他の4選手はウルティモ・ドラゴン、ドラゴン・キッド、ストロングマシーン・J、シュン・スカイウォーカー）で負け残ってしまいマスクを脱ぐと同時にルイス・メサという本名も公開された。
同年10月7日、JACKY"FUNKY"KAMEIとのシングルで復帰。リングネームをルイス・マンテに変更した。
現在はZ-Bratsから脱退した豹と共闘している。
2024年、プロレスリング・ノアのシングルリーグ戦「N-1 VICTORY」へ出場。

## 得意技

### フィニッシュ・ホールド
ヴェルタフィナーレ
正面からリフトアップしてからライガーボムに移行する豪快なフィニッシャー。ライガーボムではなく、顔面からフェイスバスターで叩きつけるとヴェルタフィナーレ2となる。
ディアマンテ・スペシャル
450°スプラッシュ

### 打撃技
エルボー
エルボー・スタンプ
バックエルボー
バックハンド・チョップ
チョップ・スマッシュ
ナックル・パンチ
クローズライン
ビッグブーツ　

### 投げ技
スープレックス
スーパープレックス
パワーボム
ラストライド

### 飛び技
スペルティグレ

### 関節技
SUPER TORRE（スペル・トレ）
ケブラドーラ・コン・ヒーロ

### 合体技
シエロ・フィナーレ

## タイトル歴
DRAGON GATE
- オープン・ザ・ドリームゲート王座（第38代）
- オープン・ザ・ツインゲート王座（第57代）（パートナーはシュン・スカイウォーカー）
- オープン・ザ・トライアングルゲート王座（第66代、第69代、第94代）（パートナーは吉田隆司&H・Y・O→吉田隆司&KAZMA SAKAMOTO→フラミータ&ベンディート）

CMLL
- メキシコナショナル・トリオ王座（第30代）（パートナーはアンヘル・デ・オロ&ルーシュ）

その他
- オクシデンテヘビー級王座